# Germain Katanga
Germain Katanga (28 de abril de 1978), también conocido como Simba, es un exlíder de la Fuerza de Resistencia Patriótica en Ituri (FRPI). El 17 de octubre de 2007, las autoridades congoleñas le rindieron a la Corte Penal Internacional (CPI) para ser juzgado por seis cargos de crímenes de guerra y tres por crímenes de lesa humanidad. Los cargos incluyen asesinato, esclavitud sexual y la utilización de niños menores de quince años para participar activamente en las hostilidades.
El 7 de marzo de 2014, fue condenado por la Corte Penal Internacional por cinco cargos de crímenes de guerra y crímenes contra la humanidad, como un accesorio para la masacre de febrero de 2003 en la aldea de Bogoro en la República Democrática del Congo. El veredicto fue el segundo, la convicción en los 12 años de funcionamiento de la Corte Penal Internacional.